# Lasioglossum pelorodontum
Lasioglossum pelorodontum är en biart som först beskrevs av Michener 1980.  Lasioglossum pelorodontum ingår i släktet smalbin, och familjen vägbin. Inga underarter finns listade i Catalogue of Life.